# قصبه یئییق
قصبه یئییق (به اویغوری: يېيىق يېزىسى)(به چینی: 叶亦克乡، به پین‌یین: Yèyìkè Xiāng) یک قصبه در چین است که در شهرستان نییه، ولایت ختن، منطقه سین‌کیانگ واقع شده‌است. قصبه یئییق ۳٬۷۵۱ نفر جمعیت دارد و ۳٬۳۰۰ متر بالاتر از سطح دریا واقع شده‌است.